# District de Hecheng
Le district de Hecheng (鹤城区 ; pinyin : Hèchéng Qū) est une subdivision administrative de la province du Hunan en Chine. Il est placé sous la juridiction de la ville-préfecture de Huaihua.